# Челидзе, Семён Моисеевич
Семён Моисеевич Челидзе — советский хозяйственный, государственный и политический деятель.

## Биография
Родился в 1900 году. Член ВКП(б) с 1921 года.
С 1925 года — на хозяйственной, общественной и политической работе. В 1925—1970 гг. — секретарь Амбролаурского районного комитета КП(б) Грузии, заведующий Сектором технических культур Закавказского краевого комитета ВКП(б), секретарь Цагерского районного комитета КП(б) Грузии, заместитель заведующего Сельскохозяйственным отделом ЦК КП(б) Грузии, заведующий Сельскохозяйственным отделом ЦК КП(б) Грузии, 2-й секретарь Тбилисского областного комитета КП Грузии, на руководящих должностях в сельском хозяйстве Грузии, начальник Управления организации заготовок Министерства сельского хозяйства Грузинской ССР.
Избирался депутатом Верховного Совета СССР 3-го созыва.
Умер после 1970 года.